# Ludwig Forrer
Ludwig Forrer ( 9 de Fevereiro de 1845 - 1919) foi um político da Suíça.
Ele foi eleito para o Conselho Federal suíço em 11 de Dezembro de 1902 e terminou o mandato a 31 de Dezembro de 1917.
Ludwig Forrer foi Presidente da Confederação suíça em 1906 e 1912.